# Cacahual
Cacahual là một khu tự quản thuộc tỉnh Guainía, Colombia. Thủ phủ của khu tự quản Cacahual đóng tại Cacahual Khu tự quản Cacahual có diện tích  ki lô mét vuông. Đến thời điểm ngày 28 tháng 5 năm 2005, khu tự quản Cacahual có dân số 246 người.